# André Gevers

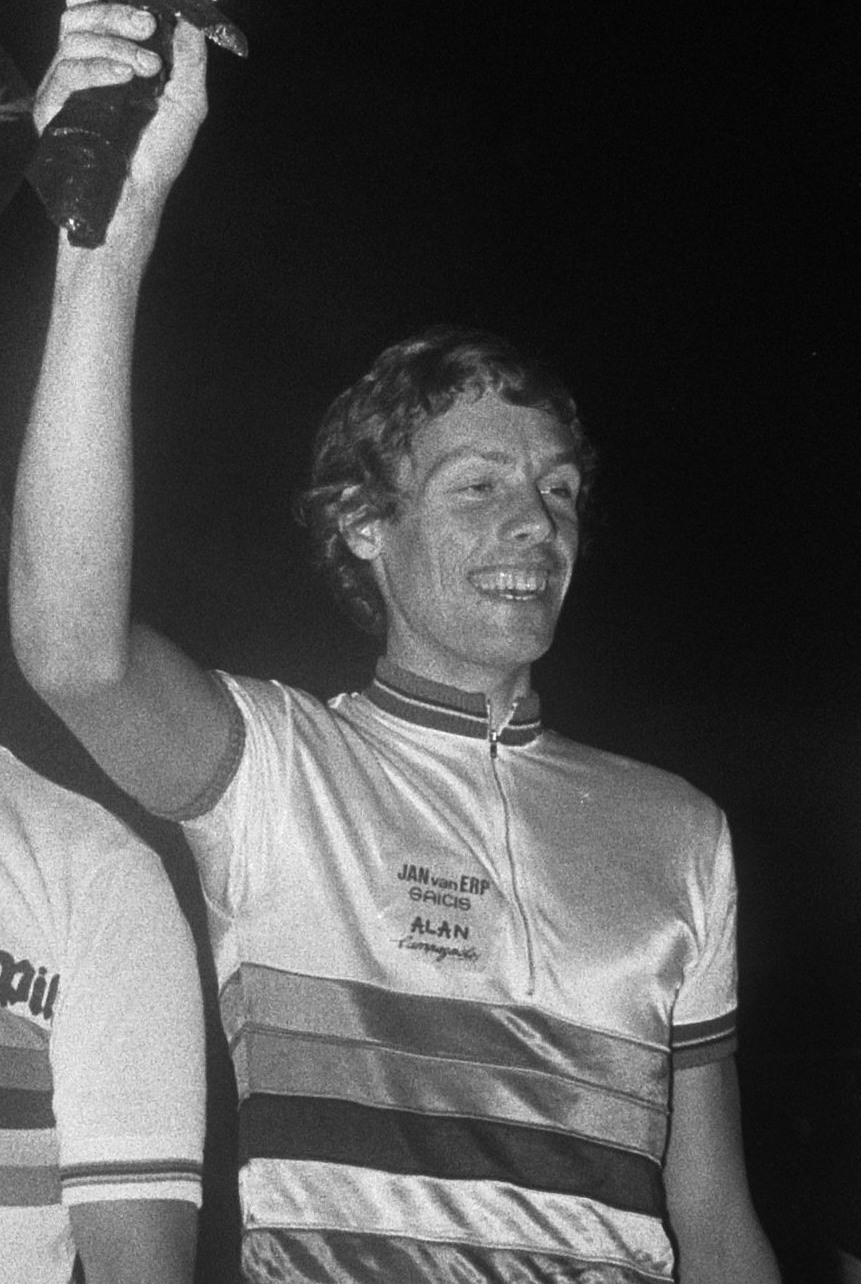
André Gevers (1975)

André Gevers (auch Adrianus oder Ad) (* 19. August 1952 in Schijndel) ist ein ehemaliger niederländischer Radrennfahrer und Weltmeister im Radsport.

## Sportliche Laufbahn
André Gevers war im Straßenradsport aktiv. Er hatte seinen ersten größeren Erfolg mit einem Etappensieg in der Tour de l’Avenir 1973. 1974 gehörte er zum Aufgebot der niederländischen Nationalmannschaft bei der Internationalen Friedensfahrt, die er als 45. des Gesamtklassements beendete. Im folgenden Jahr hatte er seine erfolgreichste Saison. Er wurde Weltmeister im Straßenrennen der Amateure und gewann acht weitere Rennen. Die Siege in der Ostschweizer Rundfahrt und im Paar-Zeitfahren Flèche d’Or zusammen mit Alfons van Katwijk ragten dabei heraus. Er startete im Vorfeld der Weltmeisterschaft bei der DDR-Rundfahrt. Dort konnte er Zweiter des Einzelzeitfahrens hinter Harald Wolf werden und beendete die Rundfahrt als 43. In der Olympia’s Tour 1975 wurde er Zweiter.
Ein Jahr später gewann er Etappen bei der Circuit Cycliste Sarthe, Tour d’Indre-et-Loire und der Niederlande-Rundfahrt. Im selben Jahr wurde er Berufsfahrer beim französischen Team Leujeune-BP. Als Profi konnte er vier Siege verbuchen. Auch bei Klassikern wie Paris–Roubaix war er am Start, konnte sich jedoch nicht im Vorderfeld platzieren. 1983 beendete er seine Laufbahn.